# カラチェフ公
カラチェフ公（ロシア語: Князь Карачевский）はカラチェフ公国の君主の称号である（「公」はクニャージからの訳出による）。君主号・公国の名は、その首都だったカラチェフによる。

## カラチェフ公の一覧
括弧内はカラチェフ公位への在位年
- ムスチスラフ・ミハイロヴィチ(1246年 - 1280年）[1]
- スヴャトスラフ・ムスチスラヴィチ（1290年頃 - 1310年）[1]
- ムスチスラフ・ムスチスラヴィチ（1310年 - 1320年）[1]
- ティート・ムスチスラヴィチ(ru)（14世紀）
- アンドレイ・ムスチスラヴィチ(ru)（1320年 - 1339年）[1]
- ヴァシリー・パンテレイモノヴィチ（1339年 - 1360年頃）[1]
- ?スヴャトスラフ・ティトヴィチ（1377年以降。アルギルダスの娘フェドラの夫）
- フョードル・スヴャトスラヴィチ
- ヴァシリー・スヴャトスラヴィチ